# 5 жовтня
5 жовтня — 278-й день року (279-й у високосні роки) в григоріанському календарі. До кінця року залишається 87 днів.

## Свята і пам'ятні дні

### Міжнародні
- ООН: Всесвітній день учителів

### Національні
- Вануату: День Конституції.
- Португалія: День Республіки.
- Таджикистан: День державної мови.
- Індонезія: День збройних сил.

### Релігійні
Фаустина Ковальська (католицтво)
Православ'я:
- Мц. Харитини.
- Прпп. Даміана, пресвіт., цілителя, Єремії і Матфея прозорливих, Києво-Печерських, в Ближніх печерах.
- Сщмч. Діонісія, єп. Олександрійського.
- Мц. Мамелхви Персидської.
- Прп. Григорія Хандзойського.

## Іменини
Матвій, Григорій

## Події
- 1143 — за Саморським договором Леонське королівство визнало Португалію королівством.
- 1594 — Почалося повстання під проводом Северина Наливайка.
- 1762 — у віденському Бурґтеатрі відбулась прем'єра опери німецького композитора Крістофа Ґлюка (1714–1787) «Орфей і Еврідіка»
- 1933 — Режисер Лесь Курбас звільнений з харківського театру «Березіль» за «націоналізм».
- 1939 — під тиском СРСР Латвія підписала Радянсько-латвійський договір про взаємодопомогу, що уможливив подальшу окупацію цієї країни.
- 1939 — кінець польсько-німецької війни.
- 1941 — У Києві утворено Українську національну раду на чолі з Миколою Величківським, до складу увійшли і М. Капустянський, О. Бойдуник, О. Кандиба-Ольжич.
- 1910 — в Португальському королівстві встановлена демократична республіка.
- 1962 — вийшов перший сингл групи The Beatles — «Love Me Do».
- 2009 — вийшов на екрани України фільм «Las Meninas» (режисер Ігор Подольчак, Україна, 2008).
- 2023:
  - Збройні сили рф нанесли ракетний удар по Грозі.
  - сирійські повстанці за допомогою БПЛА атакували військове училище[en] у місті Хомс на заході Сирії.

## Народились
Дивись також Категорія:Народились 5 жовтня
- 1609 — Пауль Флемінг, німецький поет епохи бароко
- 1713 — Дені Дідро, французький письменник, філософ-просвітитель, енциклопедист.
- 1777 — Гійом Дюпюїтрен, французький анатом та військовий хірург, відомий найбільше завдяки контрактурі Дюпюїтрена.
- 1848 — Михайло Алексеєнко, учений (юрист), ректор Харківського університету (1890—1899) (†1917).
- 1864 — Луї Жан Люм'єр, винахідник кінематографа. Брат Огюста Люм'єра.
- 1882 — Роберт Ґоддард, один з піонерів сучасної ракетної техніки, винахідник рідинного реактивного двигуна.
- 1883 — Болбочан Петро Федорович, український військовий діяч, полковник Армії УНР, очільник Кримської операції проти більшовиків з метою встановлення на території півострова української влади та взяття під контроль Чорноморського флоту.
- 1887 — Олекси Синявський, український мовознавець (†1937).
- 1909 — Богдан-Ігор Антонич, український поет, прозаїк (†1937).
- 1930 — Павло Попович, льотчик-космонавт СРСР № 4, перший українець у космосі, двічі Герой Радянського Союзу
- 1936 — Вацлав Гавел, чеський політик, президент демократичної Чехії.
- 1941 — Нестор Кіршнер, президент Аргентини у 2003—2007.
- 1942 — Іван Литвин, український художник (†2017).
- 1952 — Емомалі Рахмон, президент Таджикистану з 1992.
- 1961 — Олена Соколовська (Ахамінова), українська радянська волейболістка, олімпійська чемпіонка
- 1964 — Олександр Кардаков, український бізнесмен та громадський діяч.
- 1965 — Маріо Лем'є, канадський хокеїст.
- 1966 — Інеса Кравець, олімпійська чемпіонка з легкої атлетики.
- 1984;
  - Олександр Воробйов, український гімнаст, бронзовий призер Олімпійських ігор.
  - Станіслав Партала, офіцер Національної гвардії України, учасник російсько-української війни. Герой України.

## Померли
Дивись також Категорія:Померли 5 жовтня
- 1763 — Август III Фрідріх, король Польщі і курфюрст Саксонії з 1733 (нар. 1696)
- 1880 — Вільям Ласселл, британський астроном
- 1880 — Жак Оффенбах, французький композитор, основоположник класичної оперети.
- 1990 — Андрій Грабар, український і французький історик середньовічного і візантійського мистецтва.
- 1912 — Льюїс Босс, американський астроном, укладач Генерального каталогу зірок.
- 1934 — Жан Віго, французький кінорежисер.
- 1941 — Микола Трублаїні, український дитячий письменник.
- 1965 — Бенедикт Норд, український і російський театральний режисер і педагог.
- 2000 — Майкл Сміт, канадський хімік, що народився у Великій Британії, лавреат Нобелівської премії 1993 року.
- 2007 — Леонід Шульман, український та радянський астрофізик, публіцист та громадський діяч. Спеціаліст з фізики комет. Доктор фізико-математичних наук. Перший голова колегії Народного Руху України з науки.
- 2011 — Стівен Джобс, засновник компанії «Apple».